# ویلیان آرائو
ویلیان سوزا آرائو داسیلوا (انگلیسی: Willian Arão؛ زادهٔ ۱۲ مارس ۱۹۹۲) بازیکن فوتبال اهل برزیل است.
از باشگاه‌هایی که در آن بازی کرده‌است می‌توان به باشگاه ورزشی گویانینسه، باشگاه فوتبال اسپانیول بی، باشگاه فوتبال شاپه‌کوئنزه، باشگاه فوتبال فلامینگو، باشگاه فوتبال بوتافوگو، باشگاه ورزشی پورتوگیزا، باشگاه فوتبال فنرباغچه، و باشگاه فوتبال کورینتیانس اشاره کرد.
وی همچنین در تیم ملی فوتبال بزرگسالان برزیل بازی کرده‌است.